# Erycibe henryi
Erycibe henryi là một loài thực vật có hoa trong họ Bìm bìm. Loài này được Prain mô tả khoa học đầu tiên năm 1904.